# Here's Lee Morgan
Here's Lee Morgan — студійний альбом американського джазового трубача Лі Моргана, випущений у 1960 році лейблом Vee-Jay.

## Опис
Альбом включає 6 композицій, на якому трубач Лі Морган грає (на той момент вже досвідчений музикант у віці 21 року) у традиціях Кліффорда Брауна, демонструючи свій власний стиль, що швидко розвивається. Він грає разом з Кліффордом Джорданом на тенор-саксофоні, піаністом Вінтоном Келлі, басистом Полом Чемберсом і ударником Артом Блейкі.
Сесія звукозапису відбулась 8 лютого 1960 року на студії Bell Sound Studios в Нью-Йорку. Цей альбом став першим для Моргана на лейблі Vee-Jay.
Композиції «Terrible „T“»/«I'm a Fool to Want You» були випущені на синглі (VJ 360) у 1960 році.

## Список композицій
1. «Terrible „T“» (Лі Морган) — 5:18
2. «Mogie» (Лі Морган) — 7:45
3. «I'm a Fool to Want You» (Джек Вульф, Френк Сінатра, Джоел Геррон) — 5:37
4. «Running Brook» (Вейн Шортер) — 6:05
5. «Off Spring» (Мілт Джексон) — 6:12
6. «Bess» (Лі Морган) — 6:27

## Учасники запису
- Лі Морган — труба
- Кліфф Джордан — тенор-саксофон
- Вінтон Келлі — фортепіано
- Пол Чемберс — контрабас
- Арт Блейкі — ударні

Технічний персонал
- Сід Маккой — продюсер
- Чак Стюарт — фотографія
- Барбара Дж. Гарднер — текст